# Komet Yeung
Komet Yeung ali 172P/Yeung je periodični komet z obhodno dobo okoli 6,6 let.

 Komet pripada Jupitrovi družini kometov .

## Odkritje[3]
Komet je odkril 21. januarja 2002 kanadski astronom kitajskega rodu William Kwong Yu Yeung  na Observatoriju Desert Eagle v Arizoni, ZDA. Najprej je telo dobilo začasno oznako 2002 BV. Ob odkritju je izgledal kot asteroid. Spahr je na osnovi podatkov o gibanju asteroida iz let 1998 (Observatorij Steward) in v letih 2000 ter 2001 (Laboratorij Lincoln ETS) našel posnetke, ki so potrjevali asteroidno naravo telesa. Zaradi tega so mu tudi dodelili takšno oznako kot jo je lahko dobil samo asteroid 2001 BV40. Pozneje je Spahr na posnetkih našel tudi rep, kar je pomenilo, da je najdeno telo v resnici komet.